# Transat Jacques-Vabre 2009
Navigation
2007 2011
La Transat Jacques-Vabre 2009 est la neuvième édition de la Transat Jacques-Vabre, aussi appelée La Route du café. Pour la première fois le départ a été donné à tous les concurrents le même jour le 8 novembre 2009 du Havre avec une arrivée à Puerto Limon au Costa Rica.

## Type de bateau
Deux types de bateaux sont admis à participer :
- Des voiliers monocoques dont la longueur est de 60 pieds soit 18,29 m. Ces bateaux doivent répondre aux règles de la classe IMOCA 60 pieds.
- Des voiliers multicoques dont la longueur est de 50 pieds soit 15,24 m. Ces bateaux doivent répondre aux règles de la classe Multi50.

## Parcours
Après un port d'arrivée à Carthagène (Colombie) de 1993 à 1999 puis de 2001 à 2007 à Salvador de Bahia (Brésil), cette année le port d'arrivée est Puerto Limon (Costa Rica).

## Participants
Seulement vingt skippers ont pris le départ de cette course (6 Multi50 et 14 IMOCA). C'est le plus faible total depuis l'édition de 1999.

## Classements

### IMOCA
|         | Bateau                    | Skippers                               |
| ------- | ------------------------- | -------------------------------------- |
| 1       | Safran                    | Marc Guillemot et Charles Caudrelier   |
| 2       | Groupe Bel                | Kito de Pavant et François Gabart      |
| 3       | Mike Golding Yacht Racing | Mike Golding et Javier Sansó           |
| 4       | Foncia                    | Michel Desjoyeaux et Jérémie Beyou     |
| 5       | W.Hotels                  | Alex Pella et Pepe Ribes               |
| 6       | Veolia Environnement      | Roland Jourdain et Jean-Luc Nélias     |
| 7       | Akenas Verandas           | Arnaud Boissières et Vincent Riou      |
| 8       | Aviva                     | Dee Caffari et Brian Thompson          |
| 9       | 1876                      | Yves Parlier et Pachi Rivero           |
| 10      | Artemis                   | Samantha Davies et Sidney Gavignet     |
| Abandon | Brit Air                  | Armel Le Cléac'h et Nicolas Troussel   |
| Abandon | BT                        | Sébastien Josse et Jean-François Cuzon |
| Abandon | DCNS                      | Marc Thiercelin et Christopher Pratt   |
| Abandon | Hugo Boss                 | Alex Thomson et Ross Daniel            |

### Multi50
|         | Bateau                          | Skippers                               |
| ------- | ------------------------------- | -------------------------------------- |
| 1       | Crêpes Whaou!                   | Franck-Yves Escoffier et Erwan Le Roux |
| 2       | Guyader pour Urgence Climatique | Loïc Féquet et Victorien Erussard      |
| 3       | Région Aquitaine-Port Medoc     | Lalou Roucayrol et Amaiur Alfaro       |
| 4       | Prince de Bretagne              | Hervé Cléris et Christophe Dietch      |
| Abandon | Actual                          | Yves Le Blévec et Jean Le Cam          |
| Abandon | Fenetrea-Cardinal               | Alain Maignan et Nicole Harel          |